# Гетеросексуальна поведінка
Гетеросексуальна поведінка (англ. Straight acting від straight — «прямий», гетеросексуал і acting — поведінка, акторське мистецтво) — термін, який використовується для опису поведінки чоловіків, які, маючи сексуальні контакти з представниками своєї статі, прагнуть виглядати і вести себе так, щоб справляти «гетеросексуальне враження». Досить часто маскулінність є бажаною якістю для пошуку майбутнього партнера (що часто можна бачити в анкетах на сайтах знайомств). Згідно з деякими дослідженнями, більшість ґеїв надають перевагу маскулінним партнерам і лише 9,2 % — жіночним.
Феномен straight acting пов'язаний з прагненням наслідувати «поведінку за чоловічим типом» і викликана явищем «гегемонної маскулінності». Така ідеологія нерідко пов'язана з неґативним ставленням до стереотипних гомосексуалів, наприклад до фемінних ґеїв. Деякі ґеї, відчуваючи неприязнь до манірних жіночних ґеїв, намагаються відокремитися від них, створюючи образ брутального ґея, якого складно відрізнити від гетеросексуального чоловіка. Іноді подібна неприязнь виливається у ворожість по відношенню до гомосексуалів, які підпадають під існуючі в суспільстві кліше — фемінних, хто цікавиться модою, і хто постійно проводить час у клубах або має підвищену сексуальну активність. Іноді це явище пов'язане з проявом внутрішньої гомофобії.
В ґей-середовищі існують цілі субкультури, у яких панує культ гіпермаскулінності — наприклад, так звані «ведмеді». Крім того, існують і інші групи всередині ЛГБТ, які не вписуються в існуючі стереотипи, наприклад ґей-скінхеди. Окремо від ЛГБТ взагалі воліють триматися представники субкультури «г0й», які категорично відмовляються зараховувати себе до ЛГБТ, маючи при цьому одностатеві сексуальні контакти, що виключають анальний секс. Деякі чоловіки можуть називати себе гетерофлексами — гетеросексуалами, які іноді можуть мати гомосексуальні контакти.